# Baron Rossmore
Baron Rossmore, of Monaghan in the County of Monaghan, ist ein erblicher britischer Adelstitel, der je einmal in der Peerage of Ireland und der Peerage of the United Kingdom verliehen wurde.
Namensgebend für den Titel ist der Familiensitz der Barone, Rossmore Park bei Monaghan im County Monaghan in Irland.

## Verleihungen
Erstmals wurde am 19. Oktober 1796 in der Peerage of Ireland der Titel an den General und Politiker Robert Cuninghame verliehen. Dieser war zuvor Oberbefehlshaber der britischen Truppen in Irland gewesen. Da Cunighame keine Kinder hatte, war der Titel mit einer speziellen Erbregelung verbunden, die in Ermangelung eigener männlicher Nachkommen die beiden Söhne der Schwester seiner Frau Elizabeth, Warner William Westenra und Henry Westenra (* 1770), berücksichtigte.
Warner William Westenra erbte dementsprechend 1801 den Titel als 2. Baron. Er diente lange Jahre als Lord Lieutenant des Countys Monaghan. Ihm wurde am 7. Juli 1838 der Titel ein zweites Mal verliehen, diesmal in der Peerage of the United Kingdom. Im Gegensatz zu seinem irischen Titel von 1796 war dieser bis 1999 mit einem erblichen Sitz im britischen House of Lords verbunden.

## Liste der Barone Rossmore (1796/1838)

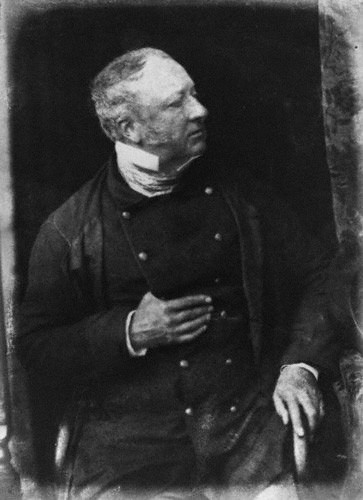
Henry Westenra, 3. Baron Rossmore

- Robert Cuninghame, 1. Baron Rossmore (1726–1801)
- Warner Westenra, 2. Baron Rossmore, 1. Baron Rossmore (1765–1842)
- Henry Westenra, 3. Baron Rossmore, 2. Baron Rossmore (1792–1860)
- Henry Westenra, 4. Baron Rossmore, 3. Baron Rossmore (1851–1874)
- Derrick Westenra, 5. Baron Rossmore, 4. Baron Rossmore (1853–1921)
- William Westenra, 6. Baron Rossmore, 5. Baron Rossmore (1892–1958)
- William Westenra, 7. Baron Rossmore, 6. Baron Rossmore (1931–2021)
- Benedict Westenra, 8. Baron Rossmore, 7. Baron Rossmore (* 1983)

Aktuell existiert kein Titelerbe.